# 魯厲公
魯厲公，即姬擢，為西周諸侯國魯國君主之一，是魯國第六任君主。他為魯魏公兒子，承襲魯魏公擔任該國君主，在位37年。

## 家庭
父親
- 魯魏公姬沸

兄弟
- 魯獻公姬具